# La Nourrice (téléfilm)
Pour les articles homonymes, voir La Nourrice (homonymie).
Pour plus de détails, voir Fiche technique et Distribution.
La Nourrice est un téléfilm français réalisé par Renaud Bertrand en 2004.

## Synopsis
Fin du XIXe siècle. Après avoir donné naissance à un enfant hors mariage, Madeleine est contrainte d'épouser un autre homme que celui qu'elle aime réellement, Mathieu. Un jour, elle se voit proposer de partir du Morvan travailler en tant que nourrice à Paris. Madeleine saute sur l'occasion afin de s'extirper de cette situation et elle devient la gardienne de mademoiselle Rose, la petite-fille d'une riche et très dure veuve allemande, Mme Dumayet-Ponti.

## Fiche technique
- Titre original : La Nourrice
- Réalisation : Renaud Bertrand
- Scénario : Claude Scasso
- Montage : Laurence Bawedin
- Photographie : Marc Koninckx
- Son : Jean Casanova et Franck Cartaut
- Musique : Stéphane Zidi
- Production : Jean-Pierre Fayer 
Fabienne Servan-Schreiber
- Pays d’origine : France
- Langue : Français
- Durée : 91 minutes
- Genre : Comédie dramatique
- Dates de diffusion :
  -  France : 28 décembre 2004 sur France 3

## Distribution
- Sophie Quinton : Madeleine
- Marthe Keller : Mme Dumayet-Ponti
- Émilie Lafarge : Solange Dumayet
- Valérie Vogt : la laitière
- Jérémie Elkaïm : Mathieu
- Alexandre Cross : Alexandre Dumayet
- Sacha Briquet : le docteur Morel
- Olivier Saladin : David
- Liliane Rovère: Pagevin